# Selenopolje (Kaliningrad, Gurjewsk, Marschalskoje)
Selenopolje (russisch Зеленополье, deutsch Krumteich) ist ein Ort in der russischen Oblast Kaliningrad (Gebiet um ehem. Königsberg). Er gehört zur kommunalen Selbstverwaltungseinheit Stadtkreis Gurjewsk im Rajon Gurjewsk. Diesen Ortsnamen gibt es im Rajon Gurjewsk noch ein zweites Mal, vgl. Selenopolje.

## Geographische Lage
Selenopolje liegt 16 Kilometer nordöstlich der Oblasthauptstadt Kaliningrad (Königsberg) und ist über unwegsame Straßen von Georgijewskoje (Konradshorst), Iljitschjowo (Görken) oder Stepnoje (Powarben) aus zu erreichen. Bis 1945 war Powarben die nächste Bahnstation an der Bahnstrecke Prawten–Schaaksvitte (russisch: Lomonossowo–Karschirskoje) der Königsberger Kleinbahn, die heute nicht mehr in Betrieb ist.

## Geschichte
Das bis 1946 Krumteich genannte Gutsdorf mit dem Vorwerk Hütterie (vor 1895 Hutterie, heute nicht mehr existent) wurde 1874 in den neu geschaffenen Amtsbezirk Powarben (russisch: Stepnoje) eingegliedert und gehörte somit zum Landkreis Königsberg (Preußen) im Regierungsbezirk Königsberg der preußischen Provinz Ostpreußen. Im Jahre 1910 lebten in dem kleinen Ort 52 Einwohner.
Am 30. September 1928 schlossen sich die drei Nachbarorte Konradshorst (russisch: Georgijewskoje), Sallecken (Lessossekowo), Trömpau (Lasowskoje) und Krumteich zur neuen Landgemeinde Trömpau zusammen.
1945 kam Krumteich mit dem nördlichen Ostpreußen zur Sowjetunion. Im Jahr 1950 erhielt der Ort die russische Bezeichnung Selenopolje und wurde gleichzeitig dem Dorfsowjet Kosmodemjanski selski Sowet im Rajon Gurjewsk zugeordnet. Später gelangte der Ort in den Marschalski selski Sowet. Von 2008 bis 2013 gehörte Selenopolje zur Landgemeinde Chrabrowskoje selskoje posselenije und seither zum Stadtkreis Gurjewsk.

## Kirche
Krumteich mit seiner mehrheitlich evangelischen Einwohnerschaft war bis 1945 in das Kirchspiel Schaaken (Pfarrsitz: Kirche Schaaken – russisch: Schemtschuschnoje) eingegliedert und war somit Teil des Kirchenkreises Königsberg-Land II innerhalb der Kirchenprovinz Ostpreußen der Kirche der Altpreußischen Union. Heute liegt Selenopolje im Einzugsbereich der evangelisch-lutherischen Gemeinde in Marschalskoje (Gallgarben), einer Filialgemeinde der Auferstehungskirche in Kaliningrad (Königsberg) in der Propstei Kaliningrad der Evangelisch-lutherischen Kirche Europäisches Russland (ELKER).